# 1848年匈牙利革命
1848年匈牙利革命（匈牙利語：1848–1849-es forradalom és szabadságharc）是歐洲1848年革命的一部分，與1848年奧地利帝國革命緊密相連。在革命發生後，匈牙利王國從哈布斯堡王朝奧地利帝國獨立，但很快被俄奧聯軍鎮壓，匈牙利重新併入奥地利。
1848年匈牙利革命的領導人是科蘇特·拉約什、塞切尼·伊什特万、裴多菲·山多爾、約瑟夫·貝姆。1848年匈牙利革命爆發的3月15日是匈牙利的國家法定節假日。

## 革命前的匈牙利
与其他哈布斯堡王朝统治的地区不同，匈牙利王国有一部古老的不成文宪法，该宪法限制了王室的权力，并大大增加了自13世纪以来议会的权力。1222年金玺诏书是宪法对欧洲君主权力施加限制的最早例子之一，宪法被强加给匈牙利国王，就像英格兰国王约翰被要求簽署《大宪章》一样。1804 年，弗朗茨皇帝为该王朝的所有世袭领地（Erblande）和其他土地担任了奥地利皇帝的头衔，但新的世袭领地术语不适用于匈牙利王国。法院向匈牙利的独立议会——匈牙利国会保证，君主获得的新头衔在任何意义上都不会影响匈牙利的独立法律制度和宪法。
哈布斯堡王朝面临的另一个严重问题是匈牙利传统上高度自治的县，这被证明是哈布斯堡专制主义在匈牙利建设的坚实而主要的障碍。各县是匈牙利地方公共行政和地方政治的中心，它们拥有公认的拒绝执行任何“非法”（违宪）皇家命令的权利。因此，人们有可能质疑源自维也纳的皇家命令中令人惊讶的高比例的合法性。
直到1848年，匈牙利王国的行政和政府基本上没有受到“总体”奥地利帝国政府结构的影响。然而，旧的匈牙利宪法和匈牙利公法使得匈牙利王国在法律上不可能与另一个国家合并。匈牙利的中央政府结构与帝国政府保持着良好的分离。该国由匈牙利代理官委员会（Gubernium）（前期位于波佐尼，即现在的布拉迪斯拉发，后来迁到佩斯）和维也纳的匈牙利皇家法院总理府管理。
虽然在大多数西欧国家（如法国和英国），国王的统治是在其前任去世后立即开始，但在匈牙利，加冕礼是绝对不可或缺的，因为如果执行不当，王国就会成为“孤儿”（空位）。即使在匈牙利王国和其他哈布斯堡王朝统治地区长期的共主期间，哈布斯堡王朝的君主也必须加冕为匈牙利国王，才能在那里颁布法律或在匈牙利王国领土上行使皇室特权。自1222年金玺诏书以来，所有匈牙利君主都有义务在加冕仪式上宣誓，以维护国家的宪法安排，维护臣民的自由，尊重国家的领土完整。从1526年到1851年，匈牙利王国也保留了自己的海关边界，将匈牙利与哈布斯堡王朝统治的其他领土的联合海关系统隔开。

### 匈牙利雅各宾派
1790年2月，神圣罗马帝国皇帝约瑟夫二世去世，由弗朗茨二世继位，匈牙利的开明改革停止了，这激怒了许多以改革为导向的法语知识分子，他们是基于法国启蒙哲学的新激进思想的追随者。伊格纳茨·马丁诺维奇曾担任新神圣罗马皇帝利奥波德二世的秘密特工，直到1792年，他在《亲利奥波德二世宣言》中明确宣布，只有来自社会契约的权威才应得到承认；他认为贵族是人类的敌人，因为他们阻碍了普通人接受教育。在他的另一部作品《人民与公民问答》中，他认为公民倾向于反对任何镇压，主权属于人民。他还成为了共济会会员，并赞成在匈牙利建立联邦共和国。作为匈牙利雅各宾派的一员，他被一些人视为革命思想的理想主义先驱，而另一些人则认为他是一个肆无忌惮的冒险家。他在匈牙利农奴中煽动一场反对贵族的起义，这一颠覆行为导致神圣罗马皇帝弗朗茨二世解雇了马丁诺维奇和他的上司、前秘密警察局长费伦茨·戈特哈迪。1795年5月，他与其他六名著名的雅各宾派一起被处决。超过42名共和国秘密社团成员被捕，其中包括诗人亚诺什·鲍察尼和语言学家费伦茨·考尔岑。
虽然匈牙利雅各宾共和运动没有影响匈牙利议会和议会政党的政策，但它与议会以外的力量有着强烈的意识形态联系：激进的青年和学生，如诗人山多尔·裴多菲、小说家莫尔·约卡伊、哲学家和历史学家帕尔·瓦什瓦里，以及引发1848年3月15日皮尔瓦克斯咖啡宫革命的记者约瑟夫·伊利尼。

### 改革时期
统治初期频繁举行的议会除了战争补贴外，几乎没有其他东西；1811年后，神圣罗马帝国皇帝停止召唤他们。在弗兰茨一世统治的最后几年，梅特涅“稳定”政策的阴影笼罩着匈牙利，反动专制主义势力占据了至高无上的地位。然而，在表面之下，一股强大的流行潮流开始朝着相反的方向发展。匈牙利社会受西方自由主义的影响，但没有得到国外的直接帮助，正在为未来的解放做准备。作家、学者、诗人、艺术家、贵族和普通人、非专业人士和牧师，他们之间没有任何共同工作的历史或明显的联系，正在为团结所有匈牙利人的政治自由理想而努力。有意识或无意识地，米哈利·沃罗什莫蒂、费伦茨·克尔切伊、费伦茨·考尔岑和他的同事们正在为匈牙利文学注入新的活力，同时实现政治目标，他们的笔被证明不亚于祖先的剑。
1825年，拿破仑战争后，皇帝弗朗茨二世终于召开了国会，以回应匈牙利贵族对税收和经济衰退日益凸显的担忧。这一点——以及对约瑟夫二世改革的反应——开启了所谓的改革时期（匈牙利语：reformkor）。即便如此，贵族们仍然保留着不纳税、不给予群众投票权。有影响力的匈牙利政治家伊什特万·塞切尼伯爵认识到，有必要让该国取得如英国等更发达的西欧国家的进步。
这是对宪法的直接攻击，用伊什特万·塞切尼的话说，宪法首先“让国家从病态的昏昏欲睡中惊醒”。1823年，当反动势力考虑采取联合行动镇压西班牙革命时，政府在没有咨询国会的情况下征收了战争税和兵源。县级议会立即抗议这一非法行为，在1823年的国会上，弗兰茨一世不得不否决他的部长们的行为。然而，这些庄园主认为，维护他们的自由需要有比古代法律的死文字更具实质性的保障。
曾在国外居住并学习过西方政治架构的塞切尼被公认为所有希望在旧匈牙利之外建立一个新匈牙利的领袖人物。多年来，他和他的朋友们通过发行无数小册子来教育公众舆论，这些小册子雄辩地阐述了新自由主义。特别是塞切尼坚持认为，人民不能只指望政府，甚至国会进行必要的改革。社会本身必须采取主动，打破阶级排斥的障碍，恢复健康的大众意识。1832年的国会中，下议院的自由党获得了绝大多数席位，这一教义的影响显而易见。其中最著名的是费伦茨·戴阿克和厄顿·贝奥提。然而，在上议院，权贵们与政府联合成立了一个保守党，坚决反对任何改革项目，这挫败了自由党的所有努力。
19世纪30年代中期，记者拉约什·科苏特成为匈牙利国会的新星，并因其在国会自由派中的演说家才能而与塞切尼的声望相媲美。科苏特呼吁更广泛的议会民主、快速工业化、普遍税收、通过出口实现经济扩张，以及废除农奴制和贵族特权（法律面前人人平等）。1835年斐迪南一世皇帝登基后不久，政府对自由党的权力和声望感到震惊，试图通过逮捕和监禁包括科苏特和米克洛什·韦塞莱尼在内的最活跃的煽动者来镇压改革运动。然而，匈牙利不再被吓倒，1839年的国会拒绝在政治犯获释之前开展公务。在下议院，改革派的多数席位比以往任何时候都要多，而在上议院，自由党也在路易·巴特亚尼伯爵和约瑟夫·厄特沃什男爵的领导下成立了。
1839年国会的结果并没有让自由党人满意，而政府和上议院的反对进一步激起了普通民众的不满。这种不愉快的情绪也主要是由科苏特于1841年创办的匈牙利第一份政治报纸《Pesti Hirlap》煽动导致的。它出版的文章主张在必要时进行武装报复，从而激怒了极端分子，但疏远了公开攻击科苏特观点的塞切尼。双方进行了激烈的争论，但像往常一样，极端派观点占了上风，当1843年的国会召开时，科苏特比以往任何时候都更受欢迎，而塞切尼的影响力明显下降。这次会议的基调充满激情，政府因干预选举而受到猛烈抨击。一个名为反对党的新政党成立了，该党团结以改革为导向的自由党，反对保守党。自由党（和反对党）取得了新的胜利——1844年，匈牙利议会将马扎尔语作为匈牙利王国行政、立法和教育的官方语言，结束了拉丁语844年的统治，并将农民的财产从所有封建义务中解放出来，使跨族裔通婚合法化，并向非贵族人士开放官方职位。
1843年国会和1847年国会之间的间隔，各政党完全瓦解和转型。塞切尼公开加入政府，而温和的自由党则与极端分子分离，成立了一个新的政党——中间党。
在1841年的小册子《东方人民》（Kelet Népe）中，塞切尼伯爵分析了科苏特的政策，并回应了科苏特的改革建议。塞切尼认为，经济、政治和社会改革应该缓慢而谨慎地进行，以避免哈布斯堡王朝暴力干涉的潜在灾难性前景。塞切尼意识到科苏特的思想在匈牙利社会中的传播，他觉得匈牙利社会忽视了与哈布斯堡王朝建立良好关系的必要性。

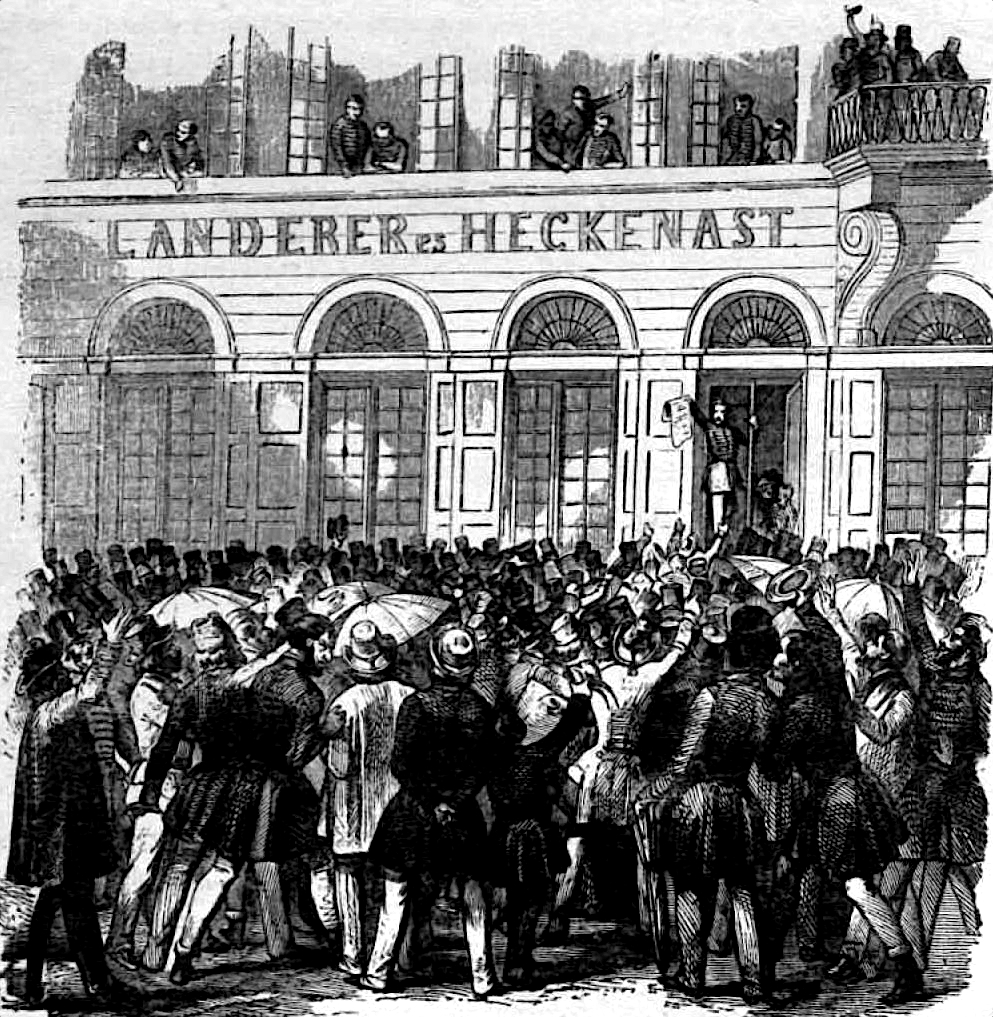
人群占据兰德尔-黑肯纳斯特印刷厂，印刷十二点和国歌。行动当日的3月15日是匈牙利新闻自由纪念日

对科苏特来说，他明确拒绝贵族的角色，并质疑既定的社会地位规范。与塞切尼相反，科苏特认为，在社会改革过程中，不可能将民间社会限制在被动地位。他提出，更广泛的社会运动不能继续被排除在政治生活之外。科苏特社会观的背后是一种自由观，强调权利的统一起源，他认为这体现在普选权上。在行使政治权利时，塞切尼考虑到了公民的财富和教育，因此他只支持类似于当时西欧（英国、法国和比利时）的有限选举权。1885年，科苏特称塞切尼为自由主义精英贵族，而塞切尼则认为自己是民主主义者。
塞切尼是一位孤立主义政治家，而根据科苏特的说法，与国际自由主义和进步运动的牢固关系和合作对于自由的成功至关重要。:47在外交政策方面，科苏特和他的追随者拒绝接受塞切尼的孤立主义政策，因此他们站在自由国际主义的立场上：他们支持符合其道德和政治标准的国家和政治力量。他们还认为，具有相同现代自由主义价值观的政治运动应该结成联盟，反对“封建”保守派。
塞切尼的经济政策以大英帝国实行的自由放任原则为基础，而科苏特则因匈牙利工业部门相对薄弱而支持保护性关税。科苏特设想建设一个快速工业化的国家，而塞切尼则希望保留传统上强大的农业部门作为经济的主要基石。
保守派通常反对大部分改革，他们认为自己可以在旧封建议会中保持微弱多数，因为改革自由派在塞切尼和科苏特的思想之间存在分歧。然而，就在选举前夕，德阿克成功地将所有自由党人团结在“十二点”的共同纲领上。这十二点是后来四月法律的基础。具体如下：
- 1.新闻自由（废除审查制度和审查员办公室）
- 2.布达和佩斯的责任部委（不是简单的皇家任命部长，所有部长和政府都必须由议会选举和罢免）
- 3.佩斯的年度议会会议。（而不是国王召集的罕见特别会议）
- 4.法律面前的公民和宗教平等。（废除普通民众和贵族的单独法律，废除贵族的法律特权。充分的宗教自由而不是适度的宽容：废除国教（天主教））
- 5.国民警卫队。（他们成立了自己的匈牙利国民警卫队，在制度过渡期间，它像警察部队一样维护法律和秩序，从而维护了革命的道德）
- 6.共同分担税收负担。（取消贵族免税，取消贵族海关和关税豁免）
- 7.农役的废除。（废除封建主义，废除农民农奴制和奴役制度）
- 8.在平等的基础上选出陪审团和代表。（普通民众可以被选为法院的陪审团成员，所有人都可以成为官员，即使是公共行政和司法部门的最高级别官员，只要他们受过规定的教育）
- 9.国家银行。
- 10.军队宣誓支持宪法，我们的士兵不应该被派往国外，外国士兵应该离开我们的国家。
- 11.释放政治犯。
- 12.联盟。（与特兰西瓦尼亚，包括在奥斯曼战争期间分离的匈牙利和特兰西瓦尼亚议会的重新联合）

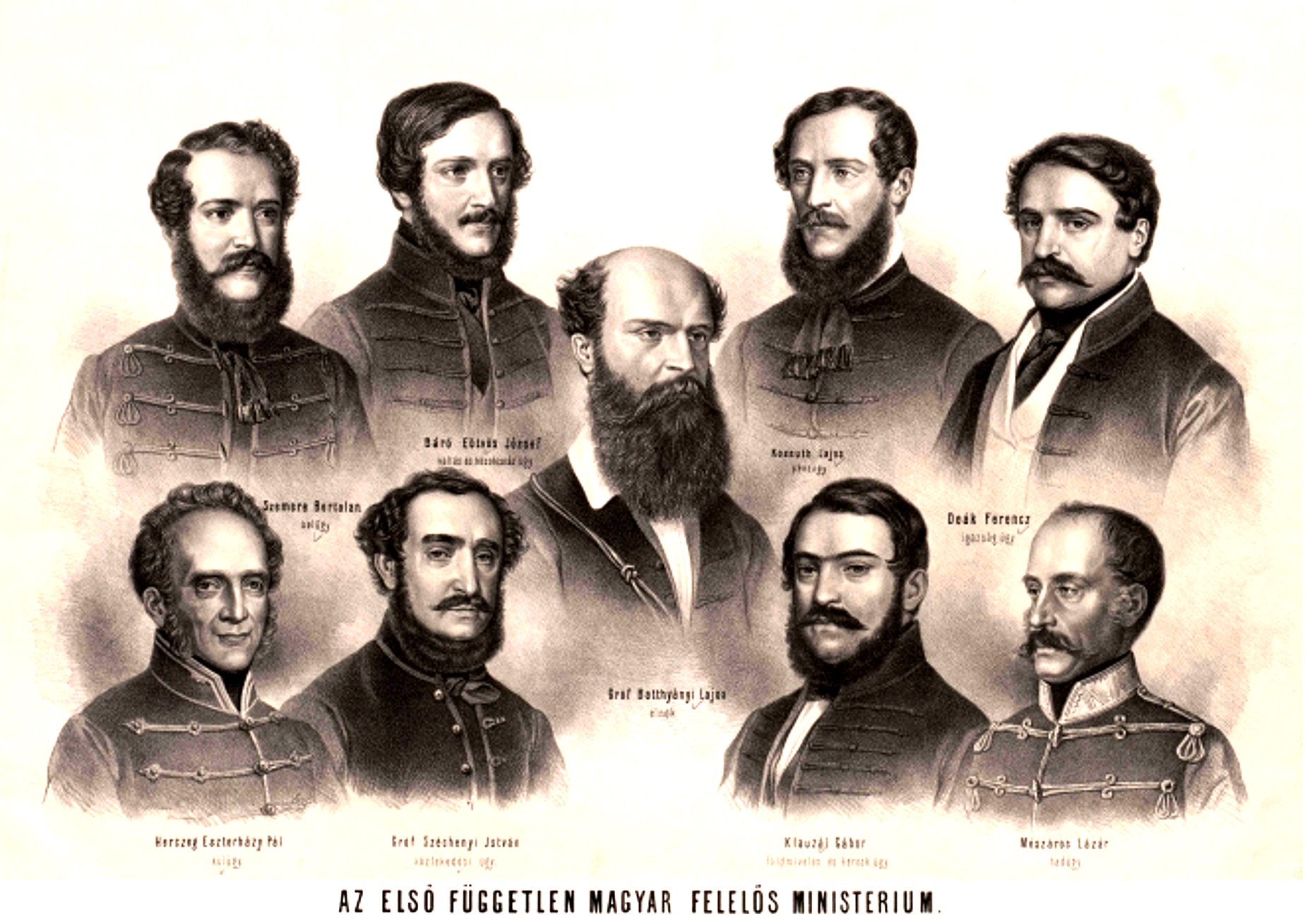
包贾尼政府成员，塞切尼位于包贾尼左下，科苏特位于包贾尼右上，戴阿克位于科苏特右侧

随后的议会选举为进步党带来了彻底的胜利。这也是最后一次基于旧封建等级议会制度的选举。政府和反对派之间达成谅解的所有努力都是徒劳的。科苏特不仅要求纠正实际的不满，还要求进行自由化改革，使不满在未来变得不可能。在最高的圈子里，现在似乎唯一的补救办法就是解散国会；但是，在实施之前，巴黎二月革命的消息于3月1日传到了普雷斯堡（布拉迪斯拉发），3月3日，科苏特任命一个独立、负责的部委的动议被下议院接受。温和派再次试图干预，与其说是对动议本身，不如说是对其语气感到震惊；但3月13日，维也纳革命爆发，皇帝迫于压力或恐慌，任命路易·包贾尼伯爵为匈牙利第一个负责部委的总理，其中包括科苏特、塞切尼和戴阿克。

## 佩斯和布达的不流血革命

### 维也纳革命
正如科苏特所料，这场危机来自国外，他充分利用了这场危机。1848年3月3日，巴黎革命的消息传来后不久，他在一次关于超越权力的演讲中要求匈牙利实行议会政府，并在奥地利其他地区实行宪政。他呼吁哈布斯堡王朝“我们敬爱的弗朗茨·约瑟夫大公”（当时17岁）希望通过满足自由人民的一半愿望来延续王朝的古老荣耀。他立刻成为奥地利和欧洲大陆大部分地区广受欢迎的革命演说家；他的演讲在维也纳街头向推翻梅特涅的暴徒大声宣读（发生于3月13日），当匈牙利国会的一个代表团访问维也纳接受斐迪南皇帝对他们请愿的同意时，科苏特受到了热烈的欢迎。
巴黎革命消息的到来，以及科苏特关于自由和人权的德语演讲，激起了3月13日维也纳奥地利民众的激情。当维也纳民众将科苏特视为英雄时，3月15日布达爆发了革命；科苏特立刻返回。

### 佩斯革命
商品生产和资本化的过程慢慢重塑了贵族的社会条件和世界观，改革时期以来，贵族开始在匈牙利倡导人权和公民权利。最近的社会史研究也表明，所谓的“三月青年”，即平民知识分子，本身不应被视为一个单独的现象，而应被视为由小资产阶级组成的新兴社会阶层的知识分子先锋。与全国范围内的贵族相比，他们并不代表一种可衡量的政治和经济力量，但在历史危急的情况下，特别是在更大更发达的城市中心，他们仍然可能成为一个重要甚至决定性的因素。在政治上，小资产阶级是类似于法国和德国政治事件的激进共和愿望的承载者。

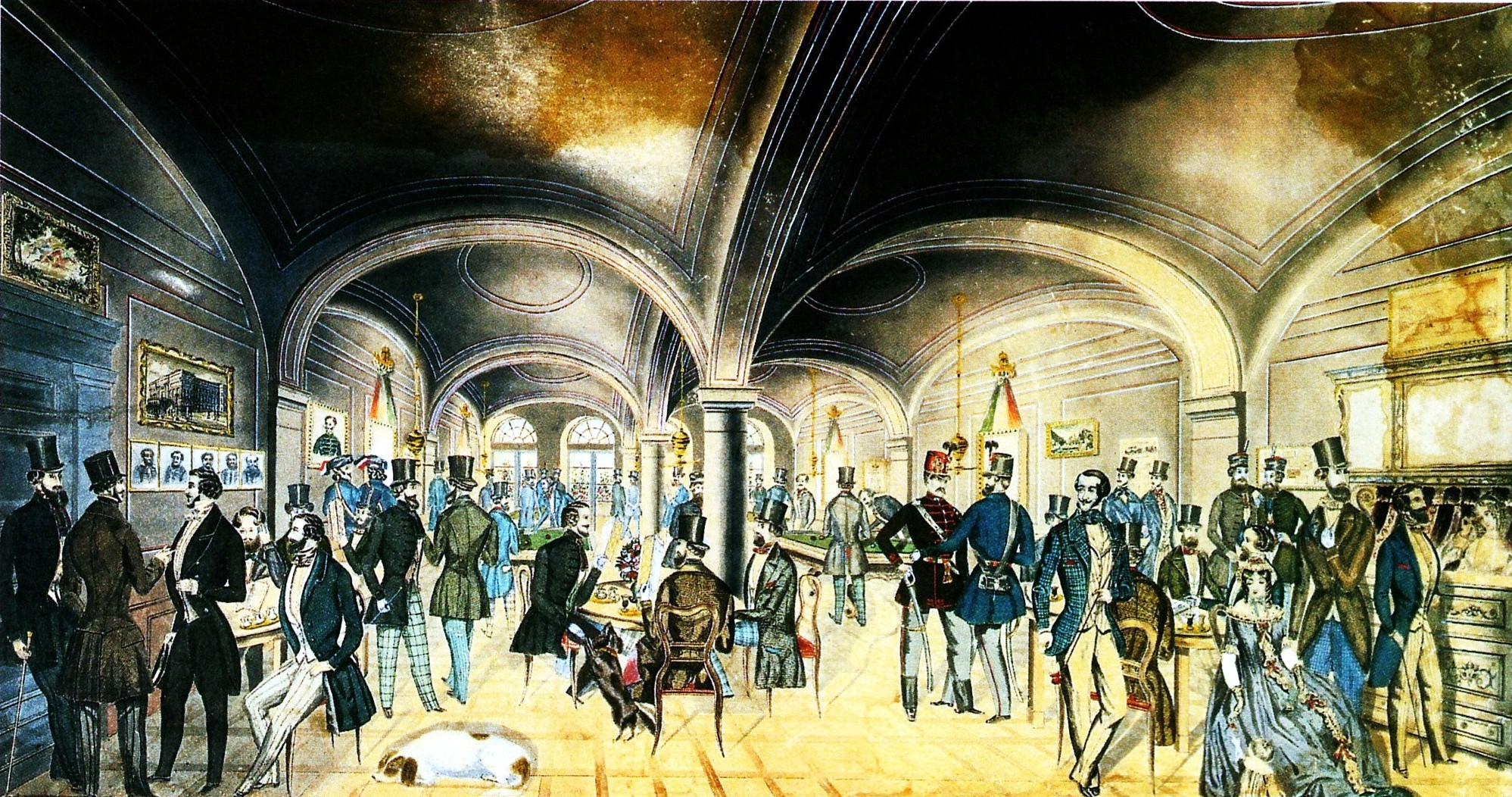
19世纪40年代，位于佩斯的普里瓦克斯咖啡宫

革命始于佩斯的皮尔瓦克斯咖啡馆，这是19世纪40年代年轻的议会外激进自由派知识分子最喜欢的聚会点。那天一大早，山陀尔·裴多菲匆匆赶到年轻人聚集的皮尔瓦克斯咖啡馆。他在那里找到了帕尔·沃什瓦里和久劳·布廖夫斯基，邀请他们到莫尔·约卡伊的公寓，在那里编辑了12分的公告。8点左右，裴多菲和他的同伴们去了皮尔瓦克斯咖啡馆，在设定的时间只有六个人出现（裴多菲、约卡伊、布廖夫斯基、塞博、厄尔内·高阿尔和达涅尔·豪莫里）。在这里，约卡伊宣读了十二点和宣言。裴多菲朗诵了他的新诗《民族之歌》。
根据初步协议，他们先从这里前往位于大学街的法律大学。一群学生已经在院子里等着他们，他们立即搬来一把椅子给裴多菲和约卡伊，裴多菲在这里朗诵了他前一天晚上写的诗歌《民族之歌》，约凯则朗诵了《十二点》。他们从这里来到于伊维尔拉格街（Újvilág Street）上的医科大学，在那里学生们也中断了大学课程，在院子里表演了同样的内容，后来又在工程系和哲学系的学生面前表演了同样的内容；在大学广场上也有同样的舞蹈表演。此时，他们不仅被一大群年轻人包围，而且街上的观众也越来越多。裴多菲决定由人民通过自己的权力来实现十二点中的第一点，即新闻自由，他也确实做到了。10点钟，他们来到了位于哈特瓦尼街的兰德勒出版和印刷公司（全城最大的出版和印刷公司）。看到群众的热情，裴多菲将哈特瓦尼街改名为自由出版街。印刷公司老板屈服了，他立即将所需文件翻译成德语，片刻之后，数千份文件从快速印刷机中流出，尽管下着倾盆大雨，这些文件仍源源不断地分发给聚集在一起的群众。
直到中午左右，愤怒的人群才散去，同意下午前往布达释放政治犯米哈利·坦契奇。作为裴多菲著名节日的象征，活动人士向人群分发了匈牙利三色徽章。
下午3点，匈牙利国家博物馆大楼前的博物馆广场举行了大规模示威活动，分发了数千册《民族之歌》和“十二点”；然后前往市政厅，敦促通过“十二点”。聚集的人们决定前往市政厅，并在那里呼吁市议会签署他们的意愿。议会大厅开放，议程项目提交给议会，议会成员接受，并由市议会书记员签署。
他们立即选举了一个常设委员会，裴多菲是该委员会的成员。人民任命了他们的临时委员会，希望在布达被审查官员逮捕的政治犯米哈利·坦契奇能够获释。为了实现这一愿望，他于下午5点左右来到布达，聚集在官方大楼的院子里，坚定地支持他的愿望，而他的选区宣布：从人民中选举新闻法庭。议会主席费伦茨·齐希立即释放了坦契奇，亲自驾着他的车从布达送到国家剧院广场，然后进入剧院。

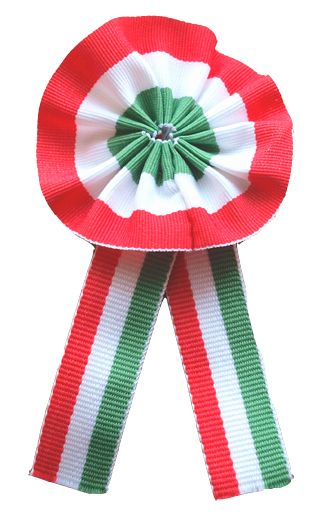
1848年使用的匈牙利帽章

当天下午，人们希望国家剧院副院长约瑟夫·包伊晁在剧院演出被禁的歌剧《邦克总督》，并为庆祝这一天而灯火通明。演员们带着带有民族色彩的徽章登台，加博尔·埃格雷西演唱了《民族之歌》，合唱团演唱了《匈牙利赞美诗》和《民族之歌》。大多数观众都希望坦契奇出现在舞台上，但当他意识到舞台状况不佳时，他选择放弃登台。最终，人们与拉科齐第二一同散去。然而，常务委员会一直坐到早上。
第二天，即3月16日，佩斯县副市长帕尔·尼亚里、佩斯副市长利波特·罗滕比勒和其他人领导了这场运动，因此这些事件具有全国意义。这是陷入困境的人们的第一项任务，要求国民警卫队立即进入，此时他们已经开始收集签名，几个小时后就收集了数千个签名。人们要求拿到武器。军事当局报告说，它只能提供500件武器，因为其余的都被带到了科马罗姆。下面，已经有2万到2.5万人的人要求获得武器，并威胁说如果他们得不到武器，就要闯入军火库。随后，一个小组委员会被任命为国民警卫队武器分配问题小组委员会，经过一个小时的审议，罗滕比勒向聚集在大厅里的人们做出保证，约卡伊通过宣布一项法案来安抚人群，该法案规定夜间轮流担任国民警卫队，以维护法律和秩序。

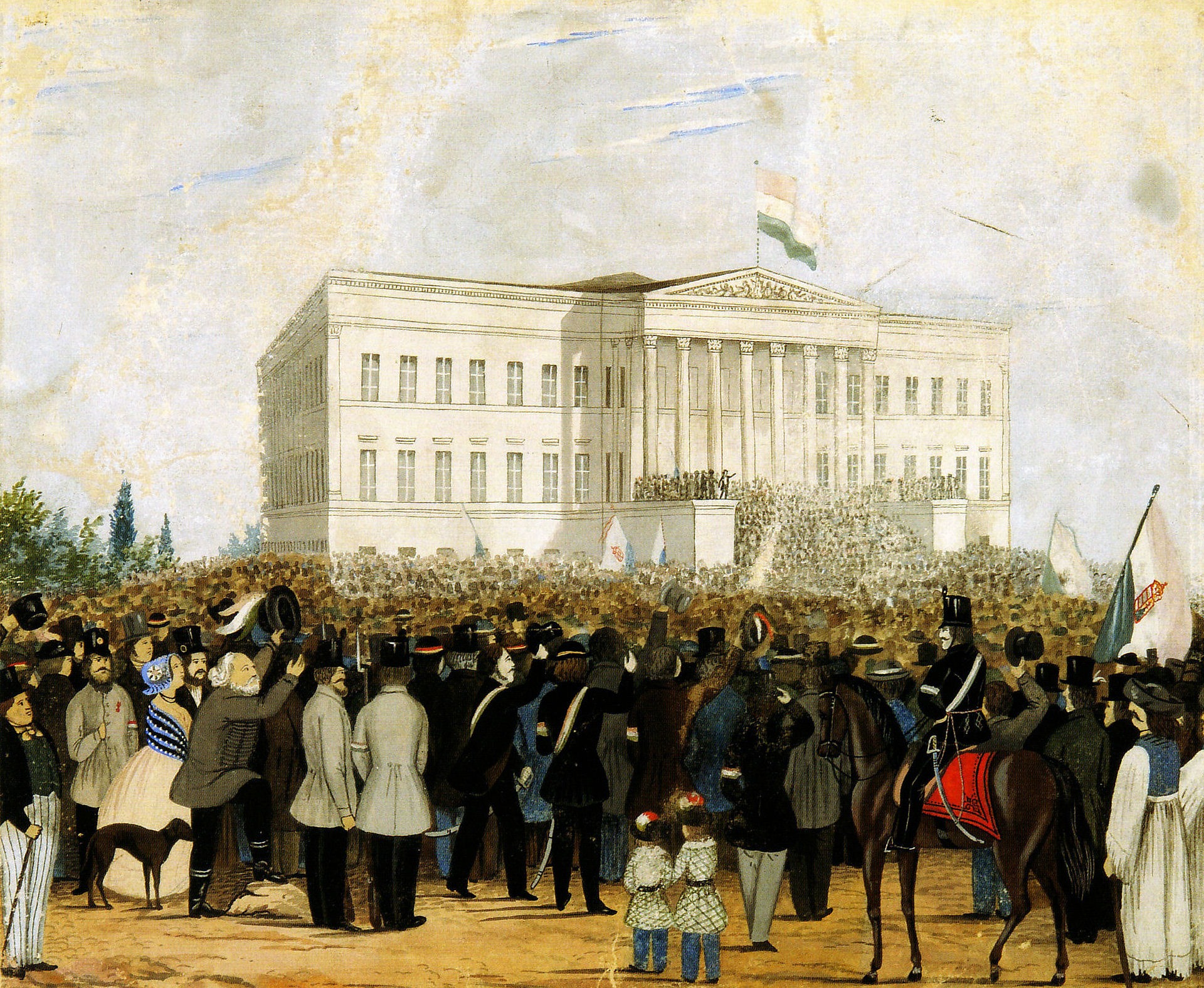
在匈牙利国家博物馆前的广场上向民众背诵《民族之歌》

傍晚，两座姊妹城市灯火通明，一群热情的人们在街上咆哮，高呼“自由万岁！”窗户上挂着绣有自由名字的国旗。整晚，秩序和宁静守卫着这座城市，突袭的国民警卫队逮捕了藏匿在几个地方的通缉犯、流浪者和抢劫犯，他们都想利用当天的局势出来犯罪。
佩斯和布达的不流血示威迫使帝国总督接受了他们的全部十二项要求。
奥地利在那一年的维也纳革命中也有自己的问题，它最初承认匈牙利新政权。因此，总督的官员以国王的名义任命了匈牙利新议会，由拉约什·包贾尼担任首任总理。奥地利皇帝还做出了其他让步来取悦维也纳民众：1848年3月13日，克莱门斯·冯·梅特涅亲王被迫辞去奥地利政府总理的职务。为了自己的安全，他逃亡到伦敦。

## 议会君主制的建立
1848年3月17日，皇帝同意包贾尼建立了匈牙利第一个负责任的政府。1848年3月23日，作为政府首脑，包贾尼向国会推荐了他的政府。
第一个负责任的政府成立了，拉约什·包贾尼担任首相。除了拉约什·科苏特以外，政府的所有成员都是塞切尼思想的支持者。
十二点法案，即现在所称的三月法案，随后由立法机构通过，并于4月10日获得王室批准。匈牙利实际上已经成为一个独立的国家，与奥地利的关系仅限于奥地利大公作为皇室成员。新政府批准了一项全面的改革方案，称为“四月法案”，建立了一个民主的政治制度。新成立的政府还要求哈布斯堡帝国将从匈牙利收到的所有税款都花在匈牙利境内，议会应对哈布斯堡军队旗下的匈牙利军团拥有权力。
新的选举法（1848年第五号法案）将旧的封建等级议会转变为民主代议制议会。这项法律提供了当时欧洲最广泛的选举权。第一次议会大选于6月举行，其基础是民众代表制，而不是封建形式。以改革为导向的政治力量赢得了选举。选举制度和选举权与当代英国制度相似。

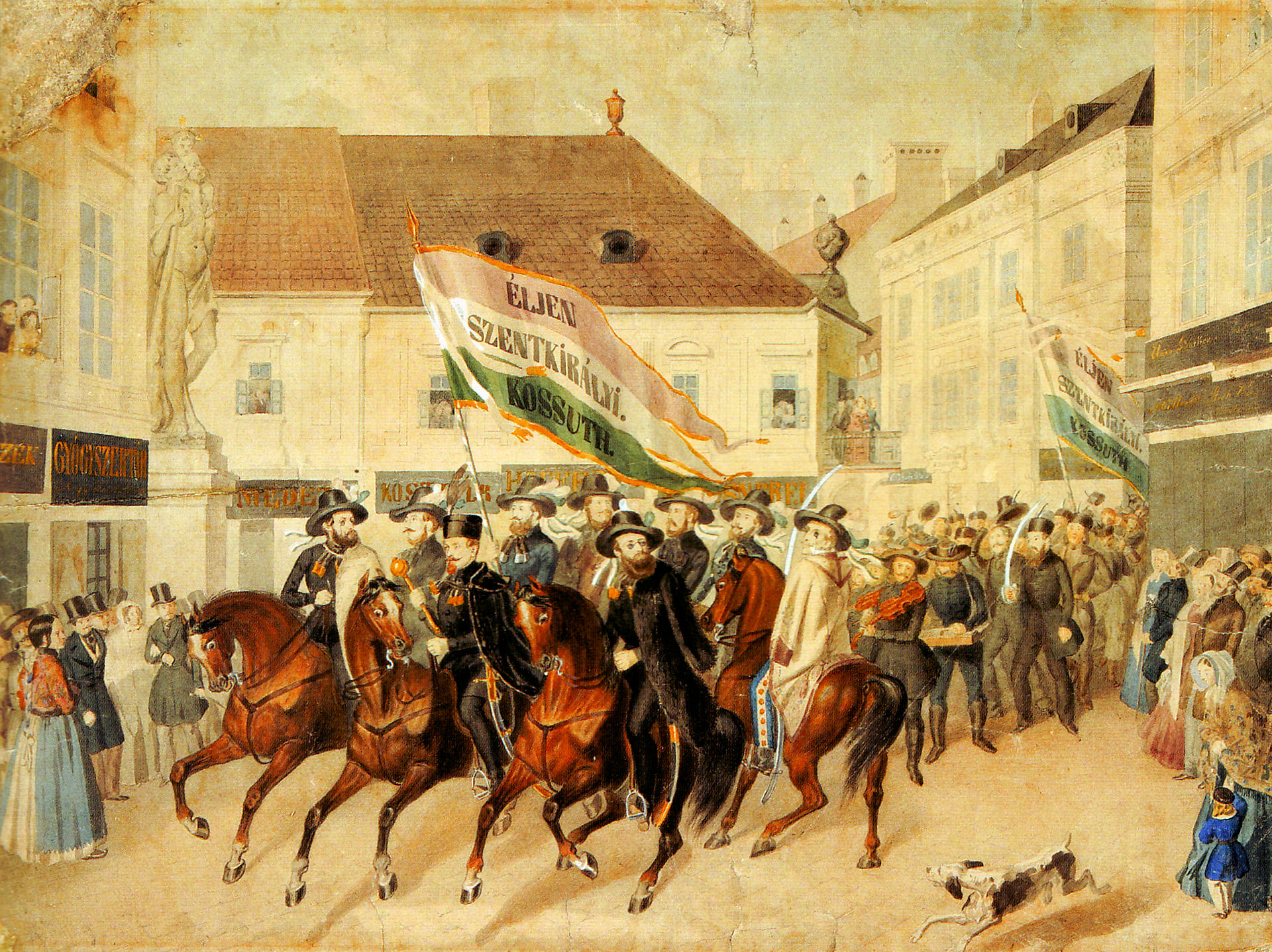
一位候选人的竞选活动

当时匈牙利的内政和外交政策不稳定，包贾尼面临许多问题。他的第一个也是最重要的行动是组织武装部队和地方政府。他坚持认为，奥地利军队在匈牙利时，将受匈牙利法律管辖，奥地利帝国也承认了这一点。他试图从匈牙利遣返应征士兵。他成立了民兵组织，其工作是确保国家的内部安全。
包贾尼是一位非常有能力的领导人，但他被困在奥地利君主制和匈牙利分离主义者之间的冲突之中。他致力于君主立宪制，旨在维护宪法，但皇帝对他的工作不满意。

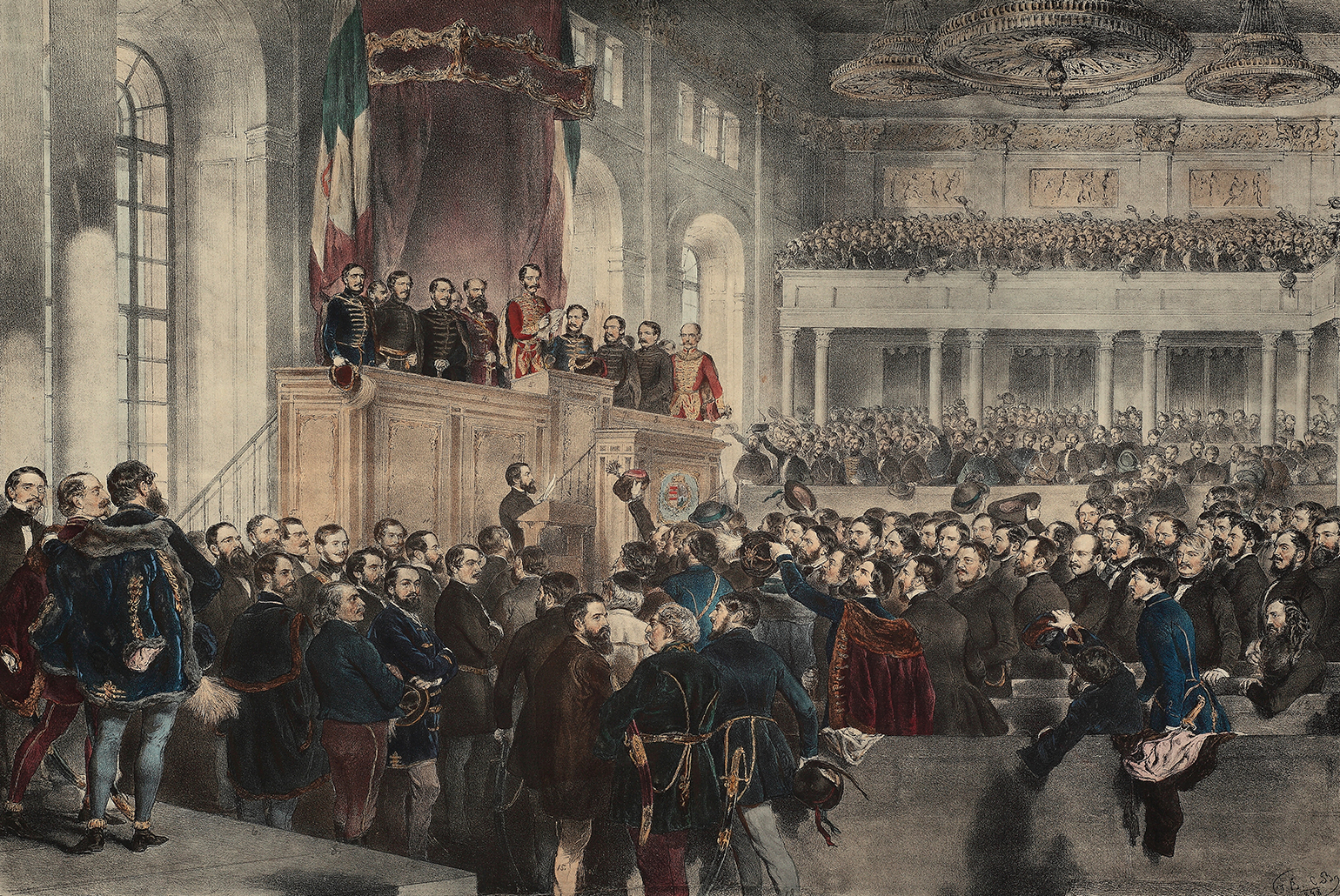
1848年7月5日，基于民众代表制的第一届匈牙利议会开幕式

约西普·耶拉契奇是克罗地亚和达尔马提亚总督，这两个地区与匈牙利王国属于共主邦联。但他反对匈牙利新政府，并在其领地内增兵。从法律上讲，这意味着君主准备用另一支军队攻击他国家任命的合法政府之一。
1848年夏天，匈牙利政府预见内战即将到来，试图获得哈布斯堡王朝的支持对抗耶拉契奇。他们申请向意大利北部派兵。1848年8月，维也纳帝国政府正式命令佩斯的匈牙利政府不要组建军队。
8月29日，在议会的同意下，包贾尼与费伦茨·德阿克一起前往皇帝处，要求他命令塞尔维亚人投降，并阻止即将袭击匈牙利的耶拉契奇。但耶拉契奇在没有奥地利官方命令的情况下，继续入侵匈牙利，并强行解散匈牙利政府。

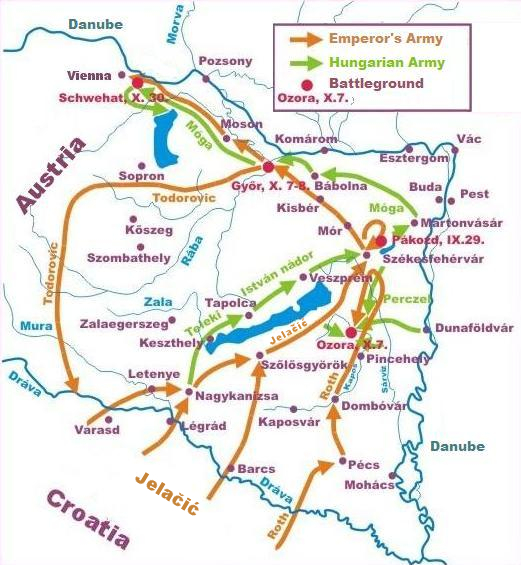
帝国部队（橙色）和匈牙利部队（绿色）在匈牙利境内的行军路线，南侧是耶拉契奇的部队

虽然皇帝正式解除了耶拉契奇的职务，但耶拉契奇和他的军队于1848年9月11日入侵了穆劳科茨（梅吉穆列）和匈牙利南外多瑙河地区。
维也纳奥地利革命失败后，奥地利的弗朗茨·约瑟夫一世接替了精神不健全的叔叔斐迪南一世。弗朗茨·约瑟夫不承认包贾尼于9月25日开始的第二次首相任期。此外，弗朗茨·约瑟夫没有被匈牙利议会承认为匈牙利国王，直到1867年才加冕为匈牙利国王。最后，维也纳和佩斯之间的最后一次决裂发生在陆军元帅弗朗茨·菲利普·冯·兰贝格伯爵被授予控制匈牙利所有军队（包括耶拉契奇的军队）的权力时。他前往匈牙利，在那里他被围攻并惨遭杀害。在他被谋杀后，帝国法院解散了匈牙利议会，并任命耶拉契奇为摄政王。
与此同时，包贾尼再次前往维也纳，寻求与新皇帝的妥协。他的努力仍然没有成功，因为弗朗茨·约瑟夫拒绝接受“四月法令”的改革。这是违宪行为，因为他的叔叔斐迪南已经签署批准这些法律，他无权撤销这些法律。

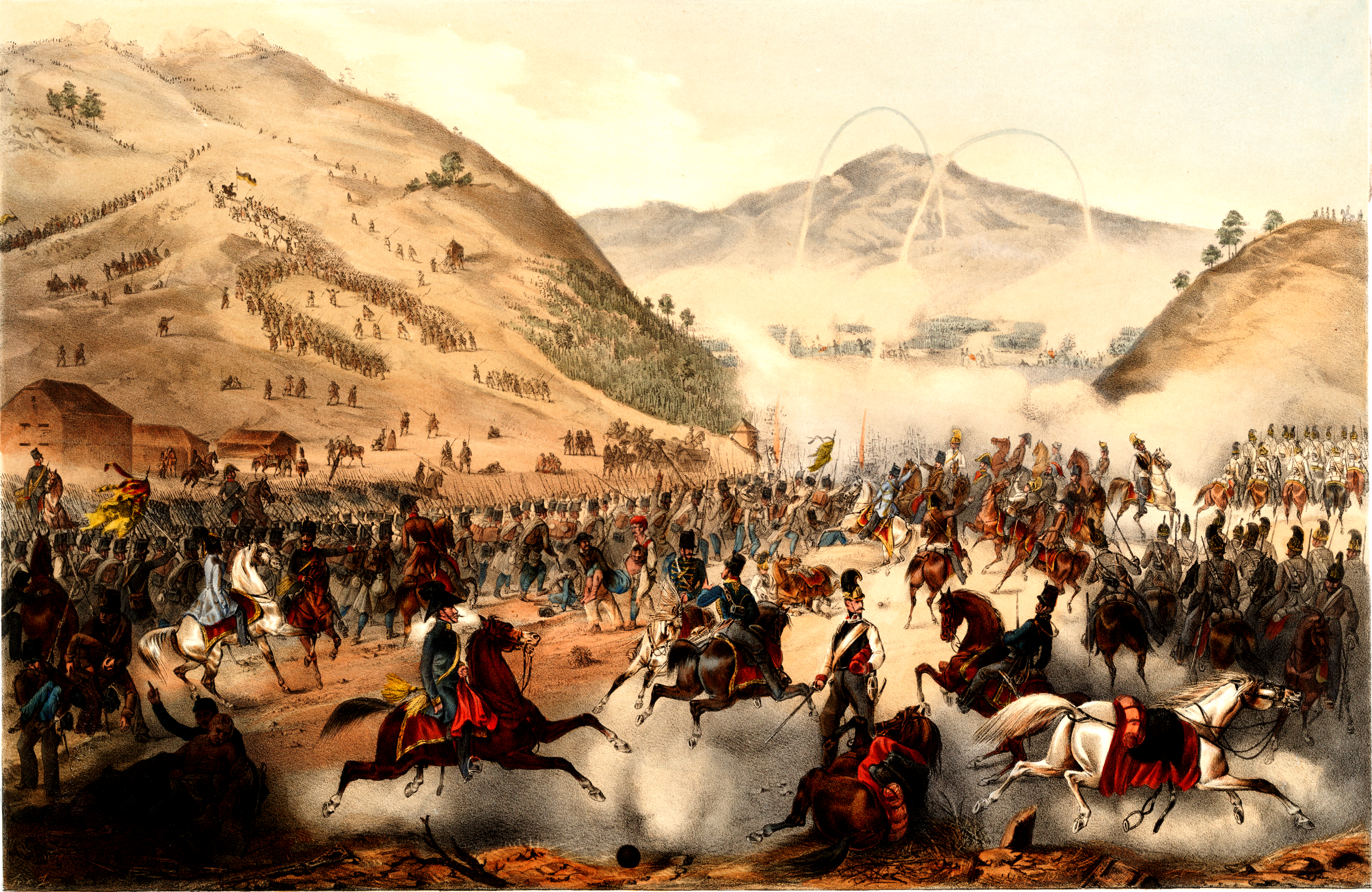
帕科兹德战役，匈牙利的胜利导致克罗地亚军完全倒向维也纳一方

佩斯的匈牙利自由主义者认为这是一个机会。1848年9月，帝国议会对佩斯起义做出让步，以避免分裂奥匈联邦。但反革命势力正在集结。在取得多次地方胜利后，波希米亚和克罗地亚联军于1849年1月5日进入佩斯。
因此，除了科苏特、塞梅雷和梅萨罗斯，包贾尼和他的政府都辞职了。后来，应斯特凡总督的要求，包贾尼再次成为首相。9月13日，包贾尼宣布反叛，并要求总督领导叛乱。然而，在皇帝的命令下，斯特凡选择辞职并离开了匈牙利。
匈牙利现在在四条战线上爆发战争：南面是耶拉契奇的克罗地亚部队；东南部巴纳特地区的罗马尼亚人；位于东面特兰西瓦尼亚的卡尔·冯·乌尔班率领的奥地利军队和阿夫拉姆·扬库率领的罗马尼亚叛乱分子；以及西面由温迪施格拉茨亲王任最高指挥官的奥地利主力部队。
由于缺乏士兵，匈牙利政府陷入了严重的军事危机，因此他们派科苏特（作为才华横溢的演说家）为匈牙利新军招募志愿者。当耶拉契奇向佩斯进军时，科苏特挨个城镇唤起民众保卫国家，国防军这支人民力量就是他的杰作。
在科苏特招募演讲的帮助下，包贾尼迅速组建了匈牙利革命军。革命军队中40%的私人部队由该国的少数民族组成。
9月29日，匈牙利新军在帕科兹德战役中击败了克罗地亚人。
这场战役因其对政治和士气的影响而成为匈牙利军队的象征。科苏特给奥地利人民的第二封信和这场战役的结果是10月6日维也纳第二次革命的起因。
包贾尼慢慢意识到，他无法实现他的主要目标，即与哈布斯堡王朝和平妥协。10月2日，他辞职，并辞去了议会席位。他的内阁部长们也在同一天辞职。

### 奥地利三月宪法和对立的更新
1849年3月4日，维也纳的哈布斯堡政府颁布了一部新宪法，即所谓的“三月宪法”。中央集权的三月宪法为君主提供了非常强大的权力，标志着新绝对主义的道路。奥地利新的三月宪法是由奥地利帝国议会起草的，匈牙利在那里没有代表权。奥地利的立法机构，如帝国议会，在匈牙利传统上没有权力。尽管如此，帝国议会也试图废除匈牙利议会（自12世纪末以来，匈牙利议会一直是匈牙利的最高立法机构）。奥地利三月宪法试图与匈牙利现行宪法相矛盾，以期废除匈牙利议会。甚至国家的领土完整也处于危险之中：3月7日，以弗朗茨·约瑟夫皇帝的名义发布了一项帝国公告，为整个帝国制定了一部联合宪法，其中匈牙利王国被划分为五个独立的军区。:917-918

## 塞梅雷政府和摄政总统拉约什·科苏特
当包贾尼辞职时，他任命塞梅雷临时接管政府，9月底，科苏特被任命为国防委员会主席。
从宪法的角度来看，根据加冕誓言，加冕的匈牙利国王在世时不能放弃匈牙利王位。如果国王还活着，但无法履行统治者的职责，则总督（或摄政王）必须承担皇室职责。因此，斐迪南仍然是匈牙利的合法国王。如果由于前任国王去世（斐迪南一世还活着）而不可能自动继承王位，但君主想在去世前放弃王位并任命另一位国王，从技术上讲，只有一种法律解决方案：议会有权废黜君主并选举继任者为匈牙利新国王。由于法律和军事紧张局势，匈牙利议会没有授予弗朗茨·约瑟夫一世这一荣誉。这一事件为匈牙利抵抗运动奠定了坚实的合法基础。从那时起直到革命失败，拉约什·科苏特作为匈牙利国家元首，成为该国事实上和法律上的统治者。:915-918除卡兹梅尔·包贾尼外，新内阁的所有成员都是科苏特的支持者。
新政府（塞梅雷政府）于1849年5月2日成立：
- 国家元首：拉约什·科苏特
- 首相兼内政部长：贝尔陶朗·塞梅雷
- 外交部长兼农业、工业和贸易部长：卡兹梅尔·包贾尼
- 财政部长：费伦茨·杜谢克
- 司法部长：塞卜·武科维奇
- 教育、科学和文化部长：米哈利·霍尔瓦特
- 劳工、基础设施和交通部长：拉斯洛·恰尼
- 国防部长：拉扎尔·梅萨罗斯（1849年4月14日至5月1日）奥图尔·戈尔捷（5月7日至7月7日）和拉约什·奥里希（7月14日-8月11日）

从那时起，科苏特的权力越来越大。整个政府的方向掌握在他手中。虽然没有军事经验，科苏特仍需控制和指挥军队的行动；他无法控制将军们，也无法建立对成功至关重要的军事合作。尤其是奥图尔·戈尔捷，科苏特是第一个认识到他才能的人，但戈尔捷拒绝服从；这两个人性格迥异。科苏特两次罢免了戈尔捷的指挥权；又两次不得不给他复权。如果科苏特能像戈尔捷那样有计划地冷酷无情，那就好了，因为正如人们所说，他夺取的革命权力只能通过革命手段来掌握；但他天生心地善良，总是很仁慈；虽然他经常大胆，但在与他人打交道时缺乏决断力。据说他缺乏个人勇气；这并非不可能，使他成为如此伟大的演说家的过度情感，很难与士兵在危险中所需的冷静相结合；但没有人能像他那样给别人注入勇气。
在接下来的可怕的冬天里，他的精力从未让他失望。正是他克服了军队不愿前往维也纳救援的困难；在施韦夏特战役失败后，他派约瑟夫·贝姆继续在特兰西瓦尼亚作战。年底，当奥地利人接近佩斯时，他要求美国特使威廉·亨利·斯泰尔斯（1808-1865）进行调解。然而，温迪施格拉茨亲王阿尔弗雷德一世拒绝了所有条款，国会和政府逃往德布勒森，科苏特带着匈牙利民族的神圣象征圣斯蒂芬王冠。1848年11月，斐迪南皇帝退位，支持弗朗茨·约瑟夫。新皇帝撤销了3月份授予的所有特许权，并宣布科苏特和匈牙利政府为非法，匈牙利政府是根据4月份的法律合法成立的。1849年4月，当匈牙利人取得了诸多胜果，在听取了军队的意见后，科苏特发表了著名的《匈牙利独立宣言》，他在宣言中宣布“哈布斯堡-洛林王朝在上帝和人类面前作了伪证，已经丧失了匈牙利王位。”这是他热爱极端和戏剧性行动的一步，但这增加了他与那些只希望在旧王朝下自治的人之间的分歧，他的政敌毫不犹豫地指责他谋求王权。废黜也使得与哈布斯堡王朝的任何妥协实际上都不再可能。

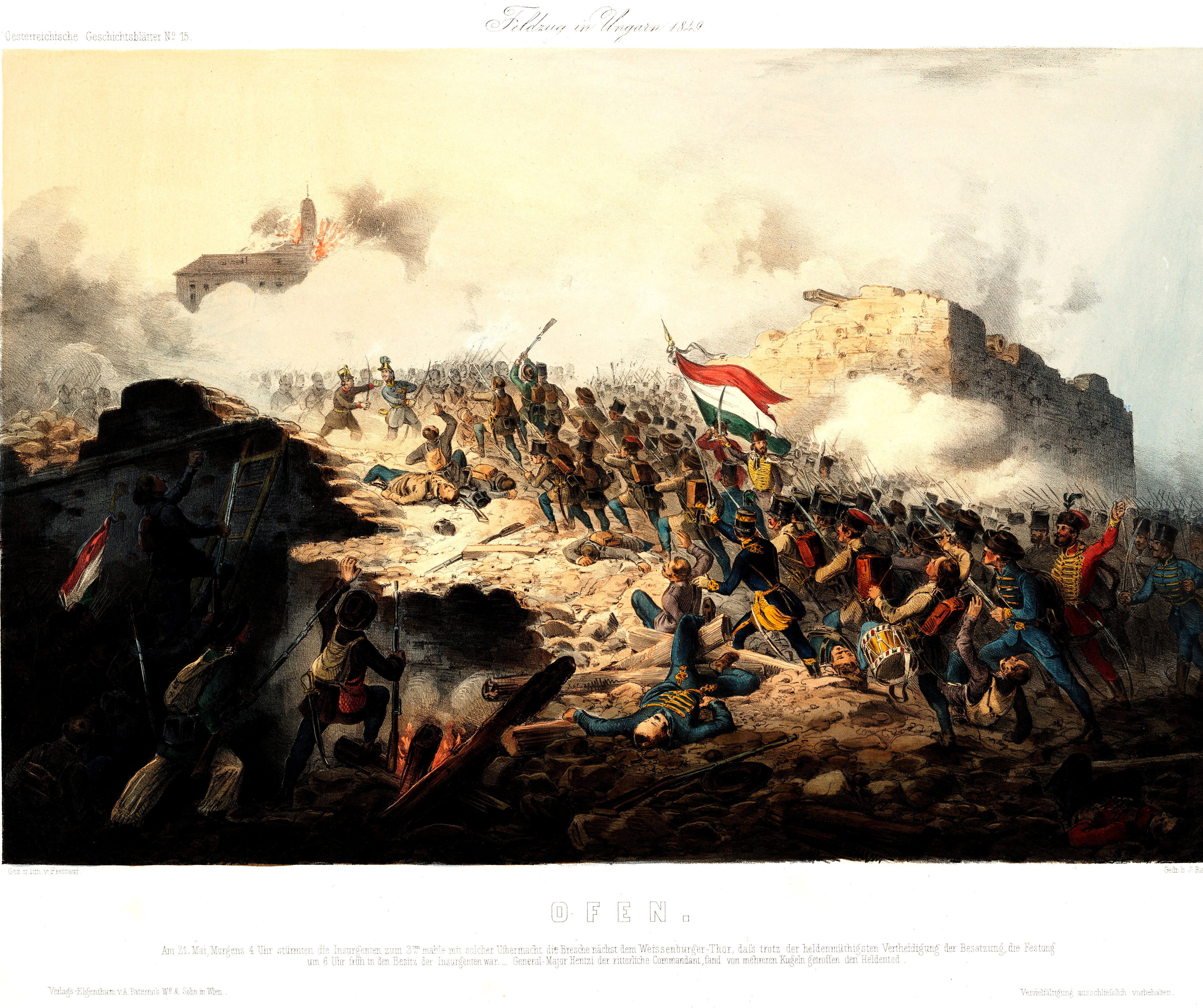
布达围攻战，1849年5月

科苏特在率领匈牙利军队围攻和夺回布达城堡的数周内发挥了关键作用，最终于1849年5月21日成功。然而，俄罗斯的干预使最终成功的希望破灭了；所有对西方列强的呼吁都是徒劳的，8月11日，科苏特退位，支持戈尔捷，理由是在最后关头只有将军才能拯救国家。戈尔捷在维拉戈什（现罗马尼亚的希里亚）向俄罗斯人投降，俄罗斯人将军队移交给奥地利人。

## 独立战争
1848年和1849年，想要独立的匈牙利或马扎尔人只在该国中部地区占多数。匈牙利人被其他民族包围着。
1848年至1849年，奥地利君主国及其顾问操纵了克罗地亚人、塞尔维亚人和罗马尼亚人，前一天向马扎尔人做出了承诺，第二天又向塞尔维亚人和其他群体做出了相互矛盾的承诺。:229其中一些团体是由争取自身独立的领导人领导的，与匈牙利政府作战；这引发了马扎尔人和罗马尼亚人之间的许多残酷事件。
然而，在1848年和1849年，匈牙利人得到了大多数斯洛伐克人、德国人、卢森尼亚人和匈牙利-斯洛文尼亚人的支持，匈牙利犹太人，以及许多波兰、奥地利和意大利志愿者的支持。1849年7月28日，匈牙利革命议会宣布并颁布了欧洲第一部关于民族和少数民族权利的法律，但在俄罗斯和奥地利军队镇压匈牙利革命后，这些法律被推翻。奥地利王位偶尔会在匈牙利分而治之的策略中过度使用他们的手段，从而产生一些意想不到的结果。这种情况发生在斯洛伐克人身上，他们在战争开始时至少是漠不关心的，并非积极反马扎尔的话，但后来支持匈牙利政府反对王朝。:390但在另一个案例中，1849年战争期间，奥地利人的双重交易为匈牙利事业带来了一些更令人惊讶的新盟友。

### 克罗地亚人
自12世纪以来，克罗地亚王国与匈牙利王国一直处于共主邦联状态。克罗地亚民族主义在19世纪初很弱，但随着匈牙利压力的增加而增长，尤其是忽视匈牙利王国统治下克罗地亚自治的四月法案。
作为回应，克罗地亚领导人呼吁建立一个独特的三重王国。约西普·耶拉契奇总督后来成为一位受人尊敬的克罗地亚英雄，他试图将克罗地亚从哈布斯堡王朝统治下的匈牙利独立出来。最终，他前往维也纳宣誓成为奥地利皇帝的顾问。拉约什·科苏特宣布匈牙利王国独立，推翻哈布斯堡王朝后不久，克罗地亚人反抗匈牙利人，宣布效忠奥地利。匈牙利革命的第一场战斗发生在克罗地亚人和马扎尔人之间，奥地利对其忠诚的克罗地亚臣民的干预在维也纳引起了动荡。耶拉契奇在他的命令下派遣了军队，希望镇压匈牙利革命者日益强大的力量，但失败了，并于9月29日在帕科兹德附近被匈牙利人击退。
随着匈牙利革命的结束，克罗地亚将由奥地利直接统治，直到19世纪60年代的克罗地亚-匈牙利殖民地。

### 伏伊伏丁那的塞尔维亚人

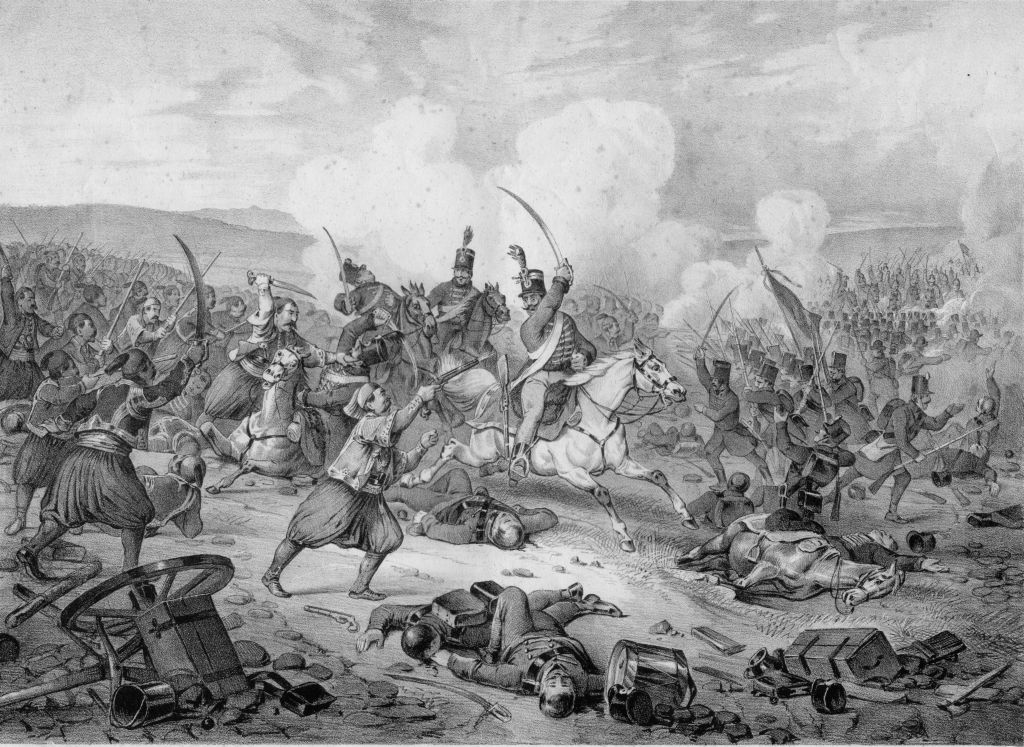
弗尔夏茨之战，由伏伊伏丁那塞尔维亚人对抗匈牙利人，1849年1月

奥斯曼帝国在大土耳其战争中战败后，伏伊伏丁那成为匈牙利王国领地。
多瑙河以北的蒂萨河和特兰西瓦尼亚之间是前匈牙利区，被称为“巴纳特”。摩哈赤战役后，在奥斯曼帝国统治下，多瑙河以北地区出现了南斯拉夫人与入侵的奥斯曼军队的涌入。1804年，半独立的塞尔维亚公国在多瑙河以南成立，贝尔格莱德为首都。1849年，多瑙河将塞尔维亚从匈牙利王国分割出去。河北岸的匈牙利区被称为“伏伊伏丁那”，当时它已经是近50万塞尔维亚居民的家园。根据1840年伏伊伏丁那省的人口普查，塞尔维亚人占总人口的49%。伏伊伏丁那的塞尔维亚人寻求独立或与多瑙河对岸的塞尔维亚公国建立联系。面对1848年革命前新兴的匈牙利独立运动，奥地利君主国承诺伏伊伏丁那塞尔维亚人在奥地利帝国内享有独立地位。
为此，约西夫·拉亚契奇于1849年2月被任命为伏伊伏丁那大主教。:613拉亚契奇是塞尔维亚民族运动的支持者，尽管有点保守，并亲奥地利的倾向。1849年3月下旬，在反对匈牙利政府的战争的关键时刻，当奥地利人需要更多的塞尔维亚士兵参加战争时，指挥奥地利驻匈牙利军队的奥地利将军尤拉伊·卢卡维纳·维多夫格拉茨基正式重申了伏伊伏丁那独立的承诺，并承认了大主教关于塞尔维亚国家地位的所有要求。:250默许大主教的要求本应意味着放松伏伊伏丁那严格的军事管理。在边境地区的军事管理下，任何16岁至60岁的男性都可以被征召入伍。
伏伊伏丁那的塞尔维亚人预计，他们对奥地利征兵要求将是第一个放宽的措施。但新皇帝弗朗茨·约瑟夫另有想法，这一承诺在向伏伊伏丁那人民作出后不到两周就被打破了。这导致伏伊伏丁那省的人口分裂，该省至少有一部分塞尔维亚人开始支持当选的匈牙利政府反对奥地利人。一些塞尔维亚人试图讨好奥地利帝国，以促进伏伊伏丁那的独立。
由于面临三线作战，匈牙利政府本应在敌对行动开始时立即被镇压。然而，战争初期的事件对政府有利。奥地利对伏伊伏丁那法律地位的背信弃义破坏了南部战线塞尔维亚人的团结。

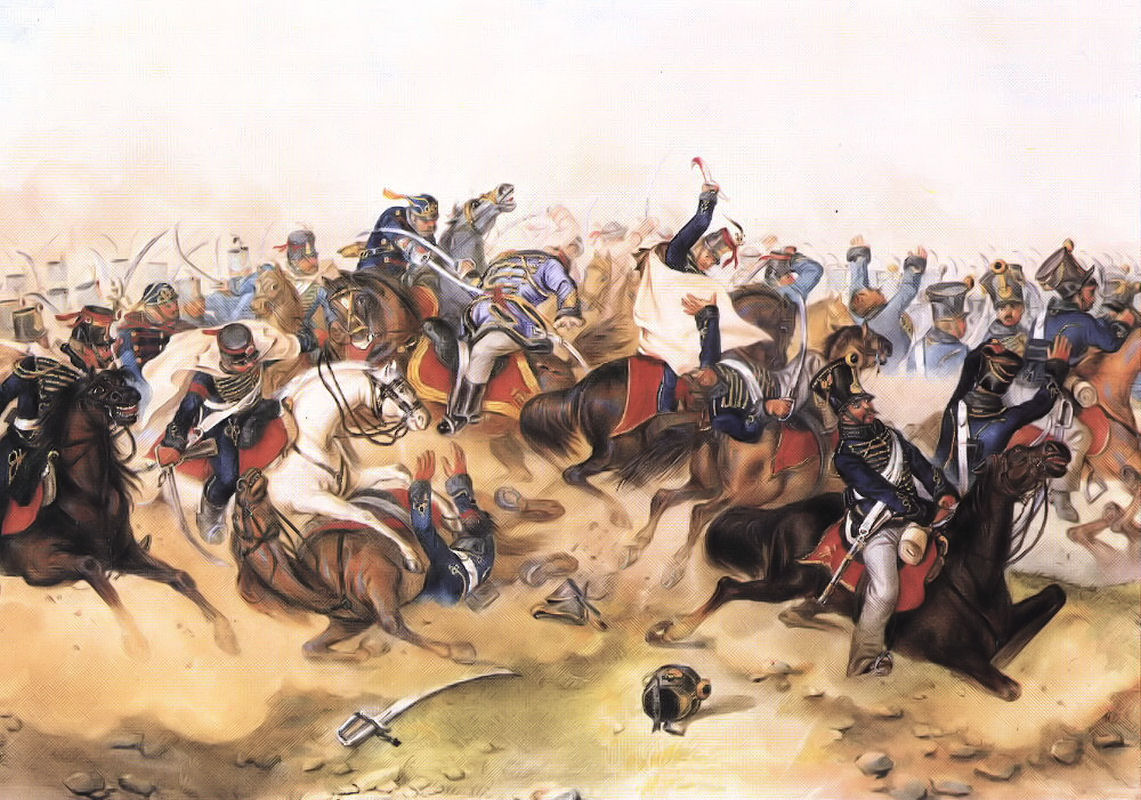
塔皮欧比奇凯之战，1849年4月4日

战争开始时，匈牙利国防军（Honvédség）在与奥地利人的战斗中取得了一些胜利，例如1848年9月的帕科兹德战役和1849年4月的伊沙塞格战役，当时他们趁胜发表了《匈牙利从哈布斯堡帝国独立宣言》。同月，奥尔图尔·戈尔捷成为独立的匈牙利所有军队的新任总司令。:603
1849年匈牙利革命失败后，伏伊伏丁那成为奥地利帝国领地。1860年，它再次成为匈牙利王国领地，直到第一次世界大战结束都是匈牙利的一部分。

### 西斯洛伐克起义

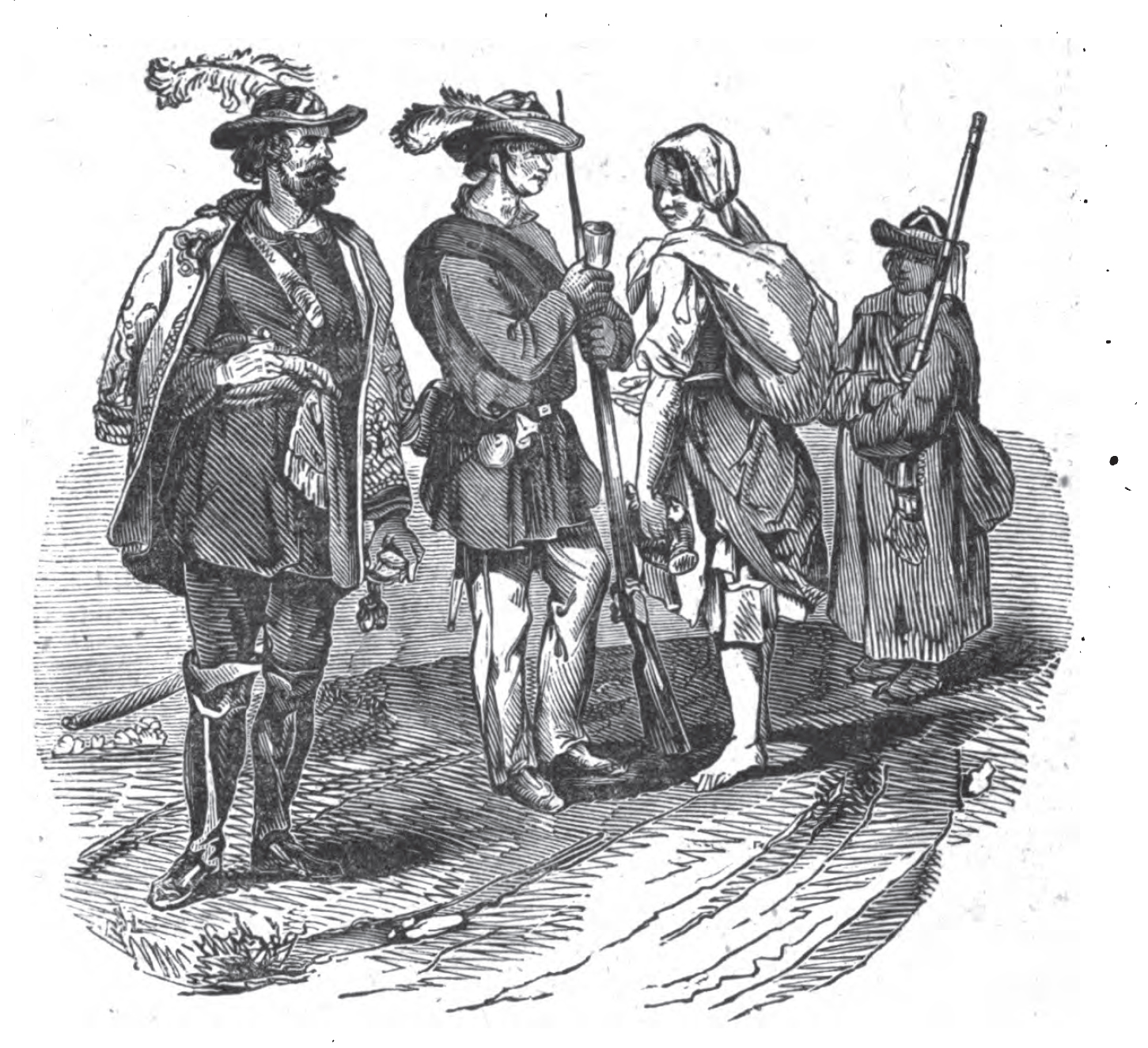
斯洛伐克志愿军

斯洛伐克志愿军是反对匈牙利革命的反动武装运动。志愿军在现代斯洛伐克的西部地区组织起来，在上匈牙利的斯洛伐克多数地区领导了多次运动，一直到东部的卡萨（科希策）。斯洛伐克志愿军的领导人乌多维特·施图尔、约瑟夫·米洛斯拉夫·胡尔班和米哈尔·米洛斯拉夫·霍扎努力争取斯洛伐克民族的全力支持。许多斯洛伐克农民更关心的是废除封建奴役，而不是更广泛的国家目标。宗教差异也发挥了关键作用，因为斯洛伐克志愿军的领导人主要是新教徒，这导致在斯洛伐克天主教占多数的地区很难获得支持。因此，他们最多只能招募2,000人，而在匈牙利革命者中，在匈牙利国民卫队服役的斯洛伐克人口比例要高得多。
到目前为止，斯洛伐克民族和人民的定义很弱，因为斯洛伐克人民缺乏明确的边界或民族认同。然而，在革命前的几年里，匈牙利人采取措施将匈牙利控制下的斯洛伐克地区匈牙利化。这样做的目的是将匈牙利各地的不同种族群体融入共同的文化。在匈牙利革命爆发时，这一进程被视为对少数民族，特别是许多斯洛伐克知识分子的迫在眉睫和威胁。斯洛伐克人要求他们的文化不要被马扎尔化，并给予他们一定的自由和权利。这些要求很快爆发为更广泛的示威活动，要求匈牙利少数民族的权利。逮捕行动进一步激怒了示威者，最终在布拉格举行了泛斯拉夫人大会。这次大会起草了一份文件，并送交匈牙利政府，要求斯洛伐克人民的权利。匈牙利人的回应是对斯洛伐克地区实施戒严令。
帝国政府认识到，在整个帝国，少数民族都在寻求更多的自治权，但只有匈牙利希望彻底决裂。他们利用这一点支持反对匈牙利政府的民族运动。斯洛伐克志愿军受委托在维也纳参加穿越剧院反对匈牙利人的运动。随后，一个斯洛伐克团向米亚瓦（今天的斯洛伐克米亚瓦）进军，斯洛伐克议会在那里公开宣布脱离匈牙利。随着匈牙利军队以叛国罪处决了一些斯洛伐克领导人，紧张局势加剧，战斗变得更加血腥。
然而，斯洛伐克志愿军的领导人也希望从匈牙利获得自治权。他们希望斯洛伐克的土地能成为奥地利帝国的直接组成部分。由于奥地利人未履行承诺而造成的紧张局势很快开始加剧。由于缺乏支持，加上匈牙利加大了努力，斯洛伐克志愿军在战争的剩余时间里几乎没有影响，直到俄罗斯人进军。在俄罗斯进攻后，它被用来“扫荡”抵抗，然后不久就被解散了，结束了斯洛伐克对革命的参与。起义的结局尚不清楚，因为斯洛伐克人在帝国统治下倒退，并在一段时间内缺乏任何自治权。

### 特兰西瓦尼亚

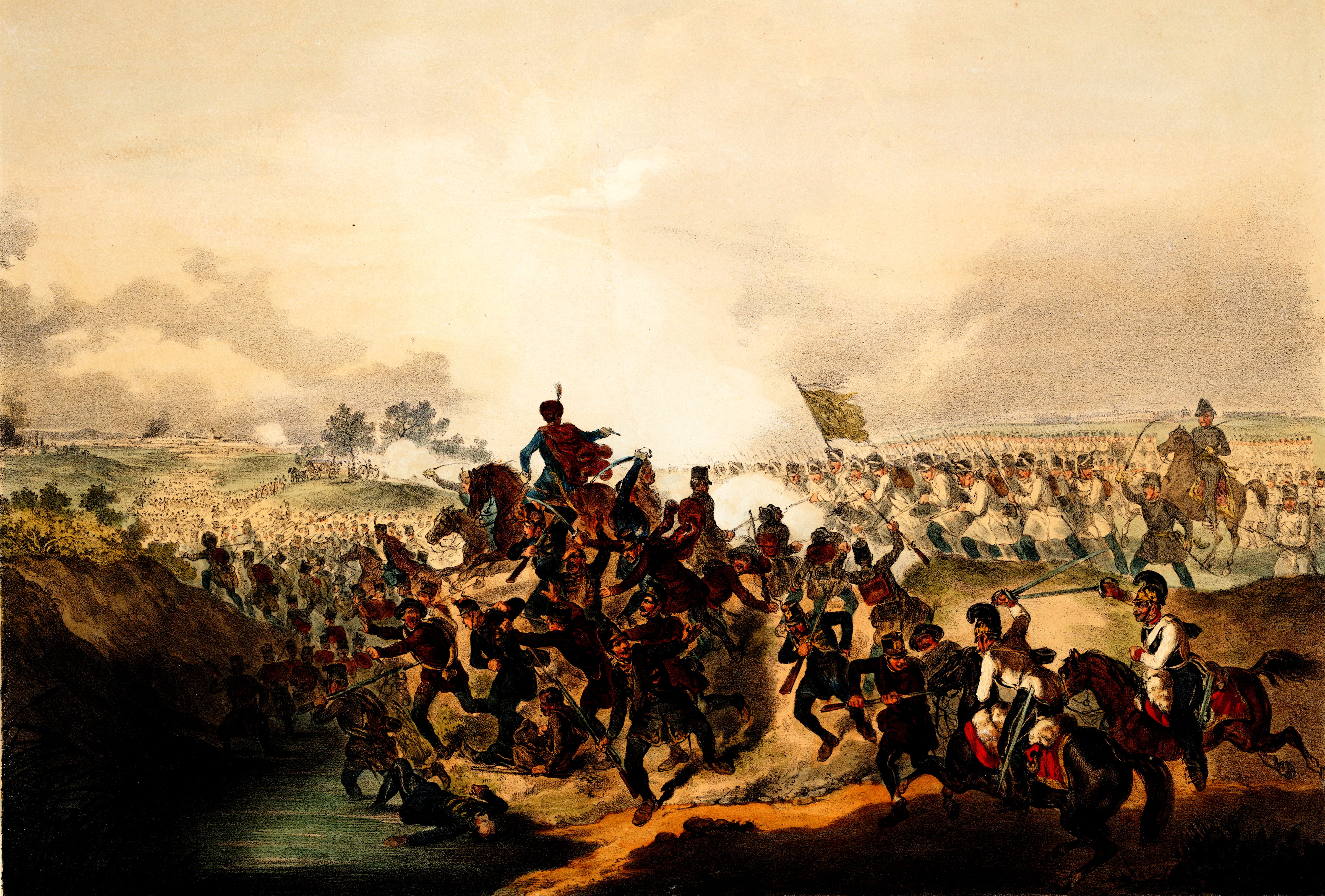
泰梅什瓦尔（蒂米什瓦拉）战役，1849年8月

1848年5月29日，在科洛什瓦尔（现罗马尼亚克卢日），特兰西瓦尼亚议会（由116名匈牙利人、114名塞凯利人和35名萨克森人组成）批准了与匈牙利的重新统一。但罗马尼亚人和德意志人不同意这一决定。
1848年6月10日，《维也纳日报》写道：无论如何，特兰西瓦尼亚（与匈牙利）的联盟，违背所有人权，是无效的，全世界的法院必须承认罗马尼亚人民抗议的正当性。
1848年9月，奥地利指挥官卡尔·冯·乌尔班是第一个反对革命的人。9月10日，他召集特兰西瓦尼亚公国所有44个地区的领导人到他在瑙索德（讷瑟乌德）的总部，并为拒绝征兵的村庄和担心农民起义的地主提供保护。乌尔班随后向数百名农民和村代表宣誓效忠，最终在一份广泛分发的备忘录中谴责了革命。冯·乌尔班的行动如此引人注目，以至于到9月底，该地区的918个社区已经与革命划清界限，转而支持帝国和反革命事业。这对特兰西瓦尼亚革命党的权力造成了致命的打击。

#### 罗马尼亚人
1849年2月25日，罗马尼亚人民的代表向哈布斯堡皇帝递交了特兰西瓦尼亚、巴纳特大公国从邻近领土到匈牙利和布科维纳罗马尼亚民族备忘录，要求布科维纳、特兰西瓦尼亚和巴纳特在政府领导下联合起来（…）将奥地利国家的所有罗马尼亚人联合成一个独立的国家，在奥地利统治下，作为君主制的一部分

#### 特兰西瓦尼亚萨克森人
1848年10月初，斯蒂芬·路德维希·罗特认为萨克森人有两种选择：第一种是站在匈牙利一边，并反对罗马尼亚人和帝国；第二种是站在罗马尼亚一边，并支持帝国对抗匈牙利人。在这个选择中，罗马尼亚人和匈牙利人是偶然因素。最重要的原则是建立一个统一的帝国，因为它保证了奥地利公布宪法的延伸。
特兰西瓦尼亚萨克森人明确拒绝将特兰西瓦尼亚并入匈牙利。

### 与其他民族和解的尝试

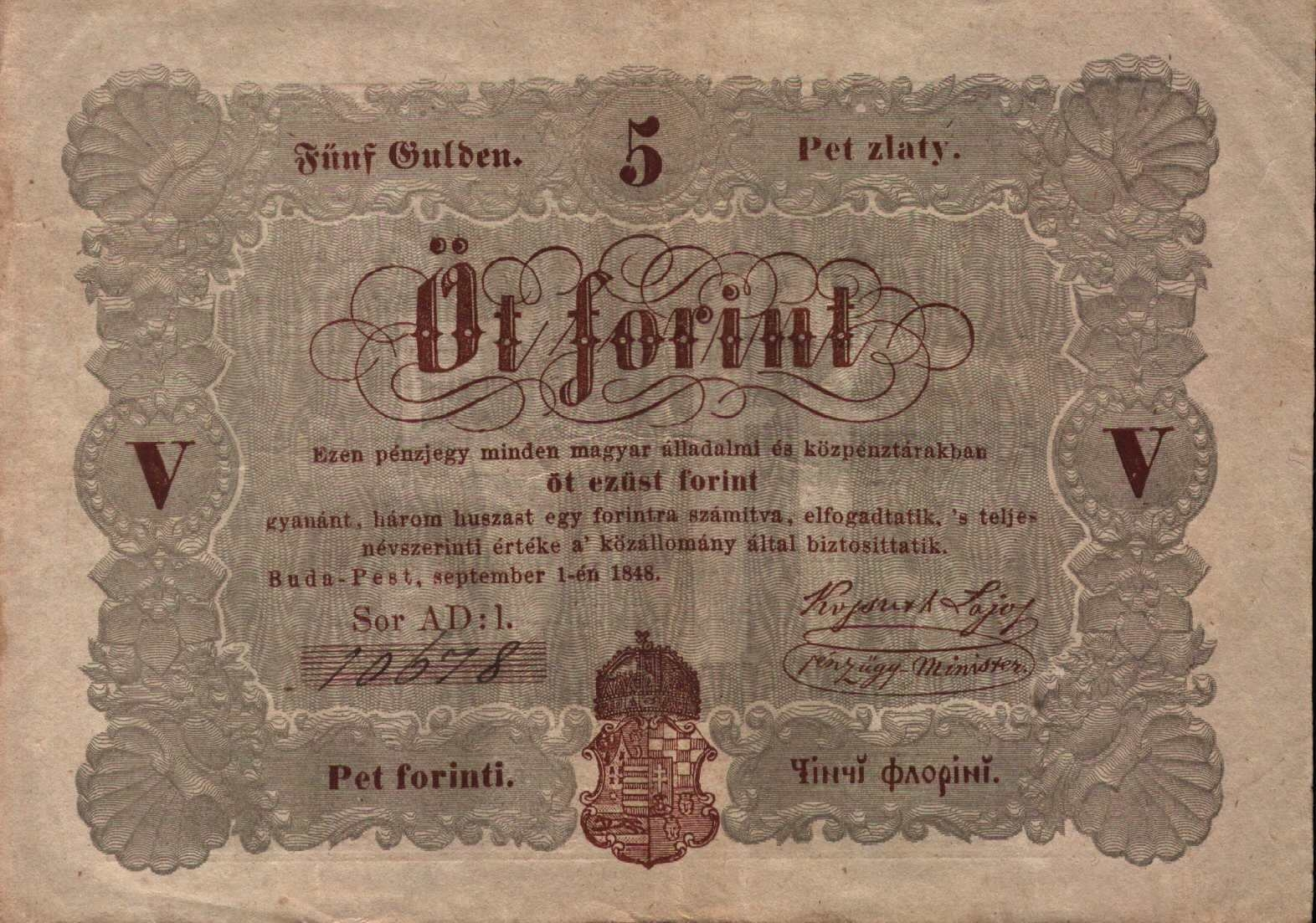
匈牙利政府发行的“科苏特纸币”，上面有各个民族的文字

早在1848年8月至9月，匈牙利议会国籍委员会就为罗马尼亚人起草了一项国籍法案，承诺他们享有非常广泛的权利，甚至可以比拟今天的民主标准：
- 1.母语教育。该法案承诺，在建立公立学校时将考虑到罗马尼亚语人口。然而，以罗马尼亚语为教学语言的中学必须将匈牙利语言和文学作为普通科目教授。
- 2.大学将设立罗马尼亚语言学和文学系。
- 3.东正教与天主教和新教在宗教上完全平等，
- 4.根据民族比例选举官员，
- 5.国家与罗马尼亚人占多数的地区和市之间的官方通信可以用罗马尼亚语进行，
- 6.罗马尼亚人可以用母语向国家和地方当局讲话，
- 7.当选为市和县议会议员的代表不必懂匈牙利语，
- 8.在少数民族地区，国民卫队将以民族语言接受命令，
- 9.授予一个国籍的所有权利将扩展到所有其他国籍。[56]

尽管匈牙利人做出了努力，罗马尼亚人还是向皇帝寻求满足他们的要求，这导致了他们与匈牙利人之间的血腥内战。

### 俄罗斯人
由于革命抵抗的成功，弗朗茨·约瑟夫不得不在1849年3月向“欧洲宪兵”（俄罗斯）寻求帮助。1849年4月8日，一支由约8000名士兵组成的俄罗斯军队入侵了特兰西瓦尼亚。:242,262但当他们越过南喀尔巴阡山口（沿特兰西瓦尼亚和瓦拉几亚边境）时，他们遇到了由波兰出生的将军约瑟夫·贝姆领导的匈牙利革命大军。
贝姆曾参与1830-31年的波兰起义，1848年参与维也纳起义，最终在1848年至1849年期间成为匈牙利最高陆军指挥官之一。:319当他遇到俄罗斯人时，贝姆击败了他们，迫使他们离开特兰西瓦尼亚的赫尔曼施塔特（现罗马尼亚锡比乌）和喀琅施塔特（现在的布拉索夫）过南喀尔巴阡山脉，穿过罗特图尔姆山口进入瓦拉几亚。:319只有2,000名俄罗斯士兵从特兰西瓦尼亚返回瓦拉几亚，其他6,000名士兵被匈牙利军队杀害或俘虏。:242在确保了特兰西瓦尼亚的全部安全后，贝姆率领3万至4万人的匈牙利军队在巴纳特北部对抗奥地利军队，占领了特梅什瓦尔市（现罗马尼亚蒂米什瓦拉）。:334

### 奥地利人

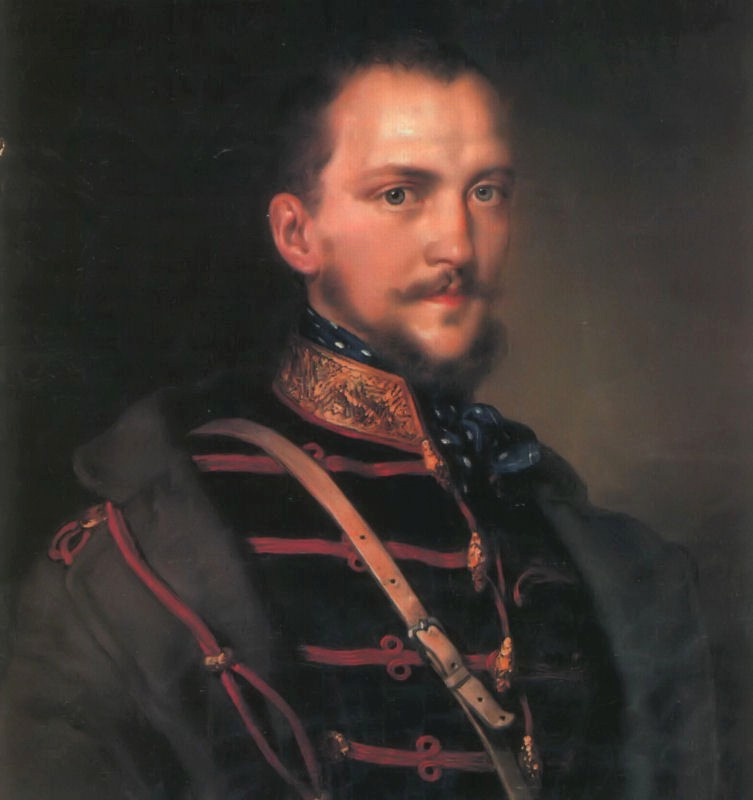
奥图尔·戈尔捷

拉瓦尔·努根特·冯·韦斯特米斯是奥地利军械大师，但他在战场上担任将军，试图召集所有仍然忠于奥地利帝国的塞尔维亚人，再次对匈牙利政府发动进攻。:611在这里，即使在南部战线，匈牙利军队最初也证明是成功的。
这场战斗导致了1848年10月的维也纳起义，当时叛乱分子袭击了前往匈牙利支援部队的驻军。然而，奥地利军队成功平息了叛乱。与此同时，在施韦夏特，奥地利人挫败了匈牙利占领维也纳的企图。胜利后，温迪施格拉茨将军和7万名士兵被派往匈牙利镇压匈牙利革命。奥地利人沿着多瑙河从维也纳进发，越过匈牙利，包围了科莫恩（现在的匈牙利科马罗姆和斯洛伐克科马尔诺）。他们继续沿着多瑙河前往匈牙利王国的首都佩斯。经过一番激烈的战斗，由温迪施-格拉茨王子阿尔弗雷德一世率领的奥地利人占领了布达和佩斯。:343（该镇在德语中被称为奥芬，后来布达和佩斯合并为布达佩斯）。
1849年4月，在这些失利之后，匈牙利政府恢复了元气，并在这条西线取得了几次胜利。他们阻止了奥地利的进攻，夺回了布达和佩斯。:304随后，匈牙利军队解除了对科马罗姆的围困。:346因此，春季攻势被证明是革命的巨大成功。
因此，匈牙利政府在东线（特兰西瓦尼亚）对抗俄罗斯人和西线对抗奥地利人同样成功。但还有第三条战线——南部的巴纳特战线，在伏伊伏丁那省与塞尔维亚民族运动的军队和耶拉契奇的克罗地亚军队作战。巴纳特匈牙利军队的将军莫尔·佩切尔最初在南部战线的战斗中取得了成功。:331
1849年4月，路德维希·冯·魏尔登男爵接替温迪施格拉茨成为奥地利驻匈牙利部队的新任最高指挥官。:293
匈牙利人没有追击奥地利军队，而是停下来夺回布达堡并准备防御。然而，与此同时，在意大利的胜利解放了许多迄今为止一直在这条战线上作战的奥地利军队。1849年6月，俄罗斯和奥地利军队进入匈牙利，人数远远超过匈牙利军队。在所有对其他欧洲国家的呼吁都失败后，科苏特于1849年8月11日退位，支持奥图尔·戈尔捷，他认为奥图尔·戈尔捷是唯一有能力拯救国家的将军。
1849年5月，沙皇尼古拉一世承诺加倍努力反对匈牙利政府。他和弗朗茨·约瑟夫皇帝开始重新集结和武装一支军队，由奥地利陆军中将安东·弗格尔指挥，他曾积极参与1848年加利西亚民族解放运动的镇压。:618但即使在这个阶段，弗格尔也分身乏术，因为他需要阻止加利西亚的另一场革命起义。:303沙皇还准备从波兰向东喀尔巴阡山脉派遣3万名俄罗斯士兵。奥地利控制了加利西亚，并派遣另外的部队进入匈牙利。与此同时，能干的尤利乌斯·雅各布·冯·海瑙率领一支由6万名奥地利人组成的军队从西方夺回了春季失去的土地。7月18日，他最终占领了布达和佩斯。俄罗斯人在东部也取得了胜利，匈牙利人的处境变得越来越绝望。

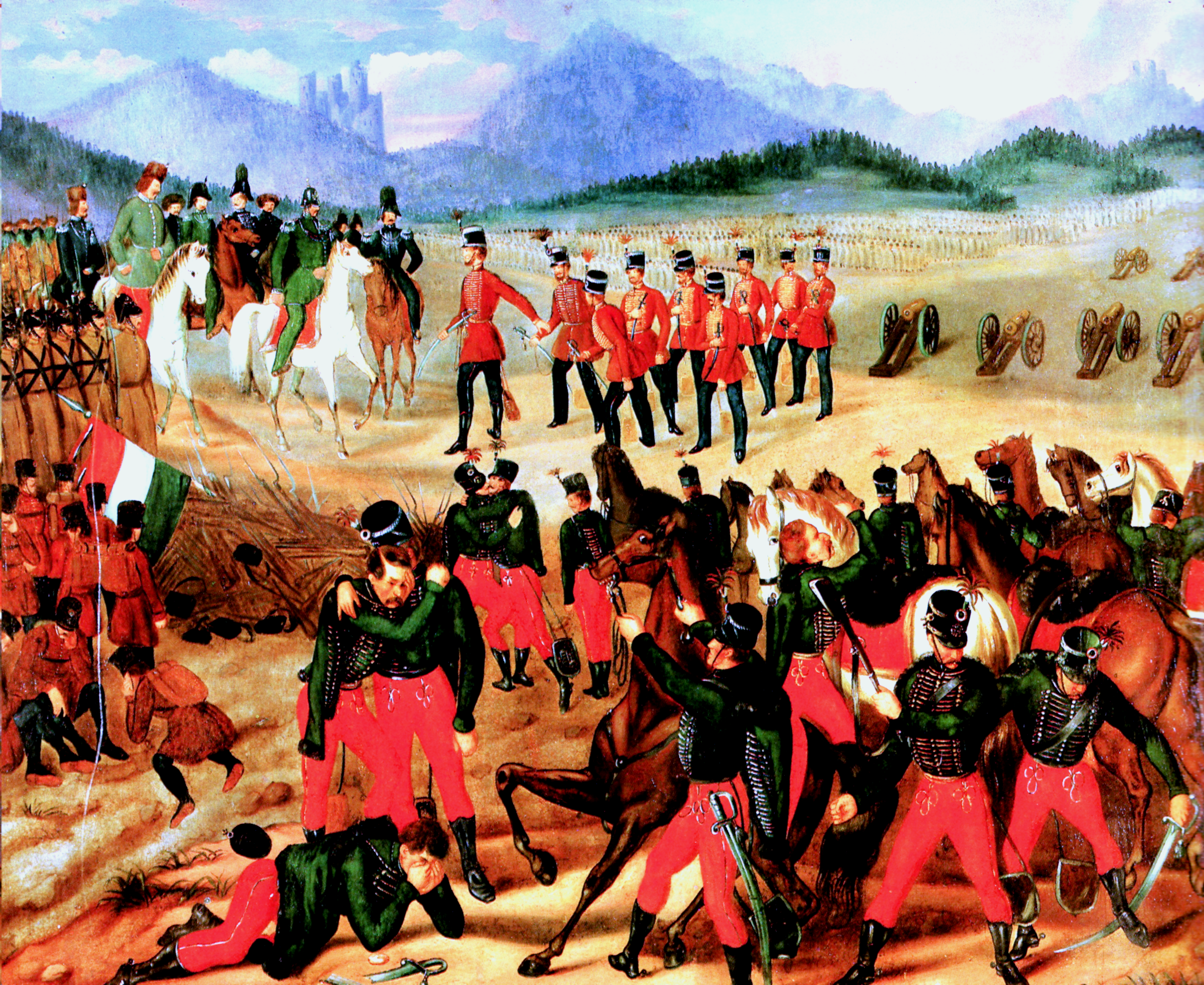
维拉戈什的投降

8月13日，在经历了几次惨痛的失败之后，特别是塞格什瓦尔对俄军的战役以及绍雷格和特梅什瓦尔对奥军的战役，很明显匈牙利输了。在绝望的情况下，戈尔捷在维拉戈什（现在的罗马尼亚希里亚）向俄罗斯人签署了一份投降书（这样战争就被视为俄罗斯的胜利，因为叛军认为俄罗斯人更宽容），俄罗斯人将军队交给了奥地利人。

## 后续
奥地利军队领袖尤利乌斯·雅各布·冯·海瑙被任命为全权代表，在冲突结束后恢复匈牙利的秩序。他下令处决阿拉德（今罗马尼亚阿拉德）的13名烈士，前首相包贾尼当天在佩斯被处决。
革命失败后，1849年全国发生了“消极抵抗”。1851年，特申公爵阿尔布雷希特大公被任命为摄政王，任期至1860年，在此期间他实施了日耳曼化进程。
科苏特在革命后流亡海外，最初在奥斯曼帝国获得庇护，在那里他一直居住在屈塔希亚，直到1851年。那一年，美国国会邀请他前往美国。他于9月离开奥斯曼帝国，在英国停留，然后于12月抵达纽约。在美国，他受到了公众和当时的美国国务卿丹尼尔·韦伯斯特的热烈欢迎，这使得美国和奥地利之间的关系在接下来的二十年里有些紧张。爱荷华州的科苏特县就是以他的名字命名的。1852年夏天，他离开美国前往英国。他一直呆在当地直到1859年，他搬到了都灵，当时是皮埃蒙特-撒丁王国的首府，希望回到匈牙利。但最终未能如愿。
科苏特认为他最大的错误是对抗匈牙利少数民族。他提出了多瑙河沿岸多民族共和国联盟的梦想，这可能会防止这些地区各民族之间敌对情绪的升级。
科苏特的许多流亡同志都与他一起前往美国，其中包括他一个姐妹的儿子。科苏特离开后，其中一些“48年的人”留下来，在美国内战中为联邦而战。匈牙利律师格奥尔格·利希滕斯坦（George Lichtenstein）曾担任科苏特的私人秘书，在革命后逃往柯尼斯堡，最终定居在爱丁堡，在那里他成为了一名著名的音乐家。
1849年匈牙利军队在维拉戈什投降后，他们的革命旗帜被沙皇军队带到了俄罗斯，并在沙皇和共产主义制度下一直保存在那里。1940年，苏联向霍尔蒂政府交还这面旗帜，以换取被监禁的匈牙利共产党领导人马加什·拉科西的释放——霍尔蒂政府接受了这一提议。
据传说，匈牙利人不会一起碰杯，以纪念奥地利人在镇压革命后这样做。
1848-1849年的匈牙利革命和独立战争引起了社会思想的根本性、决定性的变化，并在短时间内将大胆的思想转化为法律，即使这些法律被“旧秩序”废除，也无法被否定。但只持续了很短的一段时间，因为改革时代和革命的思想再次成为法律，在1867年奥匈妥协后赢得了最后的胜利。
匈牙利让奥地利帝国明白，它不能单独击败它。这反过来又为匈牙利提供了政治资本，导致了1867年的折衷妥协。在独立战争期间，这种力量以防卫军为代表，这支军队能够与欧洲最强大的军队之一奥地利皇家军队（K.u.K.）势均力敌。

### 美国内战中的匈牙利革命者
1861年，美利坚合众国的匈牙利裔人口相对较少，约为4000人。令人惊讶的是，在这个数字中，有1000名匈牙利人加入了联邦军，与其他移民社区相比，这是一个无与伦比的比例。这一事实说明了这些匈牙利人拥有非凡的军事素质。尽管他们的代表人数很少，但有5人晋升为准将，15人晋升为上校，2人晋升为中校，14人晋升为少校，15人担任上尉。
尤利乌斯·斯陶赫尔·萨姆瓦尔德将军率领一个旅，亚历山大·阿什博特将军被任命为整个军事区的指挥官。担任参谋的菲利普·菲捷尔梅希上校和盖萨·米哈洛齐上校也取得了显著成就。此外，乔治·乌塔西上校作为被称为加里波第卫队的纽约步兵团组织者和指挥官发挥了关键作用。查尔斯·萨贡尼上校完成了另一项了不起的壮举，他和他的弗雷蒙特卫队无畏地对抗明显优势的联盟军，占领了斯普林菲尔德高地。这一大胆的行动后来在美国历史上被称为萨贡尼的死亡之旅。
内战开始时，亚伯拉罕·林肯总统任命拉迪什拉什·乌伊哈齐为驻安科纳领事。战争结束后，许多其他匈牙利人在美国外交和领事部门以及其他各种公共服务部门获得了职位。